# Mr. Scruff
«  Andrew Carthy » redirige ici. Pour les autres significations, voir Carthy.
Mr. Scruff, de son vrai nom Andrew Carthy, est un DJ anglais. Il est né le 10 février 1972 à Macclesfield, dans le Cheshire
Il commence sa carrière de DJ dès 1994. Il est vite remarqué pour ses longs sets ainsi que pour ses dessins animés qu'il réalise lui-même et qu'il projette durant ses prestations. Il signe un premier album sur un petit label puis signe sur le label Ninja Tune les albums Keep it unreal et Trouser Jazz.
En 1999 son morceau Get a move on (paru sur l'album Keep it unreal), samplant un morceau de Moondog intitulé Bird's Lament, rencontre un succès impressionnant et lui permet d'acquérir une notoriété au-delà des frontières britanniques (ce morceau fut abondamment exploité dans plusieurs publicités).
Son titre Kalimba de l'album Ninja Tuna fait partie des échantillons de musique par défaut de Windows 7.
La plupart de ses musiques sont utilisées dans les jeux mobiles Rolando, sorti en 2008 et Rolando 2 : Quest for the Golden Orchid, sorti en 2009. 
Il est également créateur d'une entreprise de thé anglais nommée Make Us A Brew. Un stand est présent dans la plupart des festivals auxquels il participe (ex : BigChill Festival 2009).

## Discographie
- 1997 – Mr Scruff
- 1999 – Keep it unreal
- 2002 – Trouser Jazz
- 2004 – Keep it Solid Steel Part 1
- 2005 – Mrs Cruff (réédition remasterisée de Mr Scruff)
- 2008 – Ninja Tuna
- 2014 – Friendly Bacteria